# ويليام ريتشارد جونسون
ويليام ريتشارد جونسون (بالإنجليزية: William Richard Johnson)‏ هو سياسي أمريكي، ولد في 15 مايو 1875 في روك أيلاند في الولايات المتحدة، وتوفي في 2 يناير 1938 في فري بورت في الولايات المتحدة. حزبياً، نشط في الحزب الجمهوري. وقد انتخب عضو مجلس النواب الأمريكي.